# 曲阜城墙

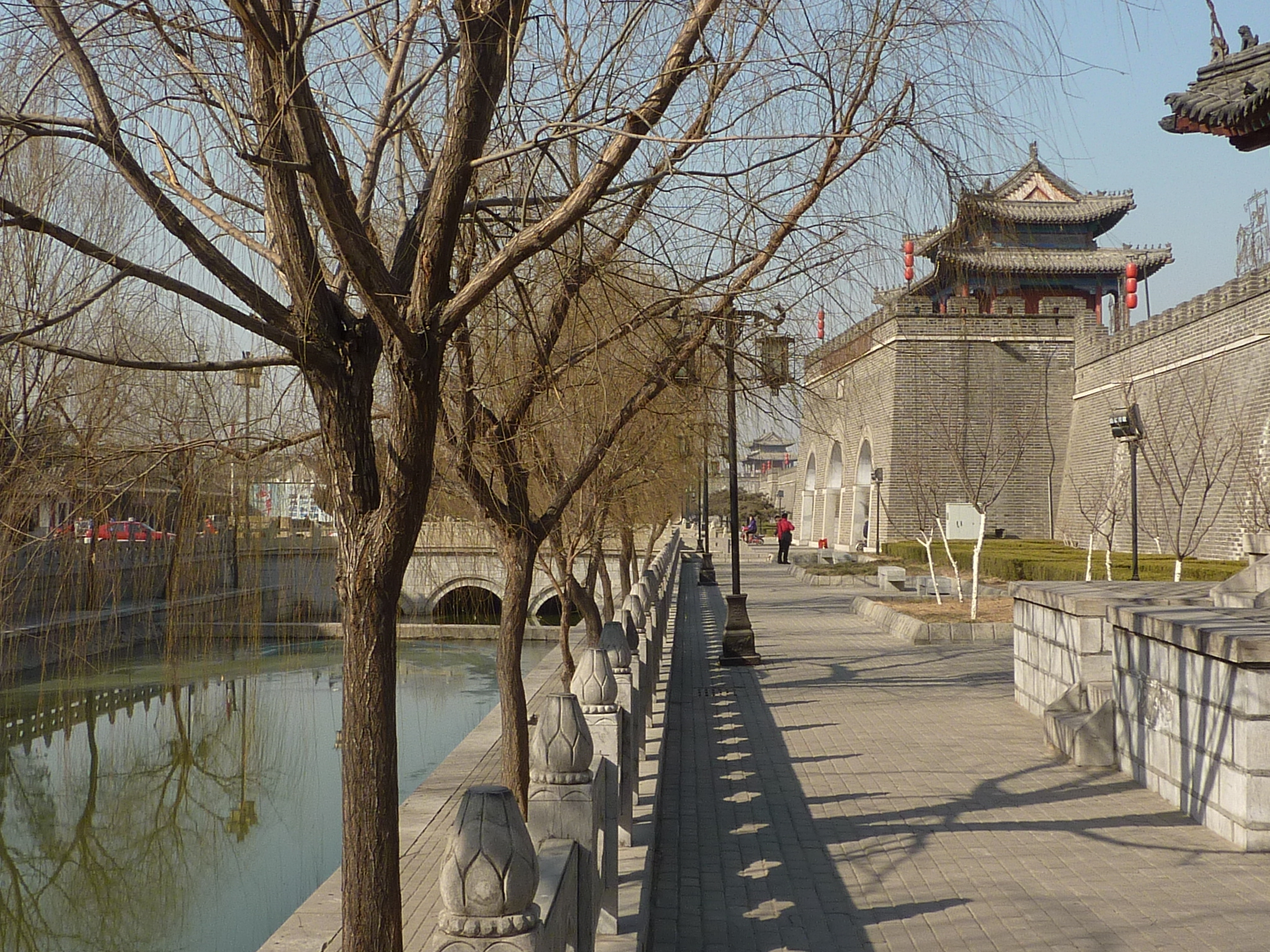
曲阜城墙

曲阜城墙位于中国山东省曲阜市鲁城街道境内，始建于明正德八年至嘉靖元年（1512-1522），为护卫孔府而建。城墙内为曲阜老城区。
城周约4.8公里，城内面积约1.41平方公里。城墙高约9米，底部宽约8米，护城河宽3.3米。有五座城门，且均建有瓮城。1970年代，曲阜明故城大部拆除，仅留正南门、北门，以及西北、东北两处城角。2002年又重新修复。